# Episodi di Make Room for Daddy (undicesima stagione)
L'undicesima stagione della serie televisiva Make Room for Daddy (The Danny Thomas Show dalla quinta stagione) è andata in onda negli Stati Uniti dal 30 settembre 1963 al 27 aprile 1964 sulla CBS.
| nº | Titolo originale           | Prima TV USA      |
| -- | -------------------------- | ----------------- |
| 1  | The Country Squires        | 30 settembre 1963 |
| 2  | The Perfect Crime          | 7 ottobre 1963    |
| 3  | Here's the $50 Back        | 14 ottobre 1963   |
| 4  | The Woman Behind the Jokes | 21 ottobre 1963   |
| 5  | Episodio 11x5              | ?                 |
| 6  | Episodio 11x6              | ?                 |
| 7  | My Fair Uncle              | 11 novembre 1963  |
| 8  | Shy Alfie                  | 18 novembre 1963  |
| 9  | Oh, the Clancys            | 2 dicembre 1963   |
| 10 | The Hex                    | 9 dicembre 1963   |
| 11 | The Two Musketeers         | 16 dicembre 1963  |
| 12 | Christmas Story            | 23 dicembre 1963  |
| 13 | Peaceful Co-Existence      | 30 dicembre 1963  |
| 14 | The Bowling Partners       | 6 gennaio 1964    |
| 15 | Linda's Crush              | 13 gennaio 1964   |
| 16 | Kathy, the Secretary       | 20 gennaio 1964   |
| 17 | The Quiz Show              | 27 gennaio 1964   |
| 18 | Howdy, Neighbors           | 3 febbraio 1964   |
| 19 | Episodio 11x19             | ?                 |
| 20 | Bunny Gets Into the Act    | 17 febbraio 1964  |
| 21 | Sense of Humor             | 24 febbraio 1964  |
| 22 | Episodio 11x22             | ?                 |
| 23 | The Leprechaun             | 9 marzo 1964      |
| 24 | Pupa from Italy            | 16 marzo 1964     |
| 25 | Pupa's Pooch               | 23 marzo 1964     |
| 26 | Pupa Loves Rusty           | 30 marzo 1964     |
| 27 | Beautiful Lady             | 6 aprile 1964     |
| 28 | Episodio 11x28             | ?                 |
| 29 | Rusty and the Chorus Girl  | 20 aprile 1964    |
| 30 | The Persistent Cop         | 27 aprile 1964    |

## The Country Squires
- Prima televisiva: 30 settembre 1963
- Diretto da:
- Scritto da:

### Trama
- Interpreti: Angela Cartwright (Linda Williams), Rusty Hamer (Rusty Williams), Marjorie Lord (Kathy Williams), Danny Thomas (Danny Williams)

## The Perfect Crime
- Prima televisiva: 7 ottobre 1963
- Diretto da:
- Scritto da:

### Trama
- Interpreti: Angela Cartwright (Linda Williams), Rusty Hamer (Rusty Williams), Marjorie Lord (Kathy Williams), Danny Thomas (Danny Williams)

## Here's the $50 Back
- Prima televisiva: 14 ottobre 1963
- Diretto da:
- Scritto da:

### Trama
- Interpreti: Danny Thomas (Danny Williams), Marjorie Lord (Kathy Williams), Rusty Hamer (Rusty Williams), Angela Cartwright (Linda Williams), Pat Buttram (Harvey Bullock), Herb Vigran (barbiere)

## The Woman Behind the Jokes
- Prima televisiva: 21 ottobre 1963
- Diretto da:
- Scritto da:

### Trama
- Interpreti: Danny Thomas (Danny Williams), Marjorie Lord (Kathy Williams), Rusty Hamer (Rusty Williams), Angela Cartwright (Linda Williams), Amanda Randolph (Louise), Morey Amsterdam (Buddy Sorrell), Pat Carroll (Bunny Halper), Sid Melton ('zio Charley' Halper), Dick Whittinghill (Howard Blake)

## Episodio 11x5
- Prima televisiva: ????
- Diretto da:
- Scritto da:

### Trama
- Interpreti: Danny Thomas (Danny Williams)

## Episodio 11x6
- Prima televisiva: ????
- Diretto da:
- Scritto da:

### Trama
- Interpreti: Danny Thomas (Danny Williams)

## My Fair Uncle
- Prima televisiva: 11 novembre 1963
- Diretto da:
- Scritto da:

### Trama
- Interpreti: Angela Cartwright (Linda Williams), Hans Conried (zio Tonoose), Florence Halop (Matilda), Rusty Hamer (Rusty Williams), Marjorie Lord (Kathy Williams), Danny Thomas (Danny Williams)

## Shy Alfie
- Prima televisiva: 18 novembre 1963
- Diretto da:
- Scritto da:

### Trama
- Interpreti: Danny Thomas (Danny Williams), Marjorie Lord (Kathy Williams), Rusty Hamer (Rusty Williams), Angela Cartwright (Linda Williams), Bernard Fox (Alfie), Olive Sturgess (Diana Mason)

## Oh, the Clancys
- Prima televisiva: 2 dicembre 1963
- Diretto da:
- Scritto da:

### Trama
- Interpreti: Danny Thomas (Danny Williams), Marjorie Lord (Kathy Williams), Rusty Hamer (Rusty Williams), Larry J. Blake (ufficiale di polizia), Liam Clancy (Singing Brother), Tom Clancy (Singing Brother), Tommy Makem (Singing Brother), Barbara Mullen (Zia Molly)

## The Hex
- Prima televisiva: 9 dicembre 1963
- Diretto da:
- Scritto da:

### Trama
- Interpreti: Danny Thomas (Danny Williams), Marjorie Lord (Kathy Williams), Rusty Hamer (Rusty Williams), Angela Cartwright (Linda Williams), Jess Kirkpatrick (Frank), Charles Lane (Mr. Baker), Sid Melton (Charley Halper)

## The Two Musketeers
- Prima televisiva: 16 dicembre 1963
- Diretto da:
- Scritto da:

### Trama
- Interpreti: Danny Thomas (Danny Williams), Marjorie Lord (Kathy Williams), Rusty Hamer (Rusty Williams), Angela Cartwright (Linda Williams), Michael Winkelman (Dale)

## Christmas Story
- Prima televisiva: 23 dicembre 1963
- Diretto da:
- Scritto da:

### Trama
- Interpreti: Danny Thomas (Danny Williams), Marjorie Lord (Kathy Williams), Rusty Hamer (Rusty Williams), Angela Cartwright (Linda Williams), Pat Carroll (Bunny Halper), Hans Conried (zio Tonoose), Bernard Fox (Alfie), Sid Melton (zio Charley Halper)

## Peaceful Co-Existence
- Prima televisiva: 30 dicembre 1963
- Diretto da:
- Scritto da:

### Trama
- Interpreti: Danny Thomas (Danny Williams), Marjorie Lord (Kathy Williams), Rusty Hamer (Rusty Williams)

## The Bowling Partners
- Prima televisiva: 6 gennaio 1964
- Diretto da:
- Scritto da:

### Trama
- Interpreti: Danny Thomas (Danny Williams), Marjorie Lord (Kathy Williams), Rusty Hamer (Rusty Williams)

## Linda's Crush
- Prima televisiva: 13 gennaio 1964
- Diretto da:
- Scritto da:

### Trama
- Interpreti: Danny Thomas (Danny Williams), Marjorie Lord (Kathy Williams), Rusty Hamer (Rusty Williams), Angela Cartwright (Linda Williams)

## Kathy, the Secretary
- Prima televisiva: 20 gennaio 1964
- Diretto da:
- Scritto da:

### Trama
- Interpreti: Danny Thomas (Danny Williams), Marjorie Lord (Kathy Williams), Rusty Hamer (Rusty Williams), Angela Cartwright (Linda Williams), Hollis Irving (Margo Lawrence)

## The Quiz Show
- Prima televisiva: 27 gennaio 1964
- Diretto da:
- Scritto da:

### Trama
- Interpreti: Danny Thomas (Danny Williams), Marjorie Lord (Kathy Williams), Rusty Hamer (Rusty Williams), Angela Cartwright (Linda Williams), Bill Baldwin (Quizmaster), Guy Marks (Frank), Lurene Tuttle (madre di Frank)

## Howdy, Neighbors
- Prima televisiva: 3 febbraio 1964
- Diretto da:
- Scritto da:

### Trama
- Interpreti: Danny Thomas (Danny Williams), Marjorie Lord (Kathy Williams), Rusty Hamer (Rusty Williams), Angela Cartwright (Linda Williams), Hope Summers

## Episodio 11x19
- Prima televisiva: ????
- Diretto da:
- Scritto da:

### Trama
- Interpreti: Danny Thomas (Danny Williams)

## Bunny Gets Into the Act
- Prima televisiva: 17 febbraio 1964
- Diretto da:
- Scritto da:

### Trama
- Interpreti: Danny Thomas (Danny Williams), Marjorie Lord (Kathy Williams), Rusty Hamer (Rusty Williams), Angela Cartwright (Linda Williams), Pat Carroll (Bunny Halper), Jackie Joseph (Mary), Jane Kean (Cactus Kate)

## Sense of Humor
- Prima televisiva: 24 febbraio 1964
- Diretto da:
- Scritto da:

### Trama
- Interpreti: Danny Thomas (Danny Williams), Marjorie Lord (Kathy Williams), Rusty Hamer (Rusty Williams), Angela Cartwright (Linda Williams), Tiny Brauer (Schultz), John Qualen (Swenson, il bidello)

## Episodio 11x22
- Prima televisiva: ????
- Diretto da:
- Scritto da:

### Trama
- Interpreti: Danny Thomas (Danny Williams)

## The Leprechaun
- Prima televisiva: 9 marzo 1964
- Diretto da:
- Scritto da:

### Trama
- Interpreti: Danny Thomas (Danny Williams), Marjorie Lord (Kathy Williams), Rusty Hamer (Rusty Williams), Angela Cartwright (Linda Williams), Allan Melvin (ufficiale), Howard Morris (Sean)

## Pupa from Italy
- Prima televisiva: 16 marzo 1964
- Diretto da:
- Scritto da:

### Trama
- Interpreti: Danny Thomas (Danny Williams), Marjorie Lord (Kathy Williams), Rusty Hamer (Rusty Williams), Angela Cartwright (Linda Williams), Tom D'Andrea (Shelly), Nestor Paiva (zio Nino), Piccola Pupa (se stessa)

## Pupa's Pooch
- Prima televisiva: 23 marzo 1964
- Diretto da:
- Scritto da:

### Trama
- Interpreti: Danny Thomas (Danny Williams), Marjorie Lord (Kathy Williams), Rusty Hamer (Rusty Williams), Angela Cartwright (Linda Williams), Piccola Pupa (se stessa)

## Pupa Loves Rusty
- Prima televisiva: 30 marzo 1964
- Diretto da:
- Scritto da:

### Trama
- Interpreti: Danny Thomas (Danny Williams), Marjorie Lord (Kathy Williams), Rusty Hamer (Rusty Williams), Angela Cartwright (Linda Williams), Piccola Pupa (se stessa)

## Beautiful Lady
- Prima televisiva: 6 aprile 1964
- Diretto da:
- Scritto da:

### Trama
- Interpreti: Danny Thomas (Danny Williams), Marjorie Lord (Kathy Williams), Rusty Hamer (Rusty Williams), Angela Cartwright (Linda Williams), Marilyn Maxwell (Beverly), Pearl Shear (donna)

## Episodio 11x28
- Prima televisiva: ????
- Diretto da:
- Scritto da:

### Trama
- Interpreti: Danny Thomas (Danny Williams)

## Rusty and the Chorus Girl
- Prima televisiva: 20 aprile 1964
- Diretto da:
- Scritto da:

### Trama
- Interpreti: Danny Thomas (Danny Williams), Marjorie Lord (Kathy Williams), Rusty Hamer (Rusty Williams), Angela Cartwright (Linda Williams), Erin O'Donnell (Wendy)

## The Persistent Cop
- Prima televisiva: 27 aprile 1964
- Diretto da:
- Scritto da:

### Trama
- Interpreti: Danny Thomas (Danny Williams), Marjorie Lord (Kathy Williams), Rusty Hamer (Rusty Williams), Angela Cartwright (Linda Williams), Bob Denver (Herbie), Allan Melvin (ufficiale Johnson)